# Pipéri (île)
Pour les articles homonymes, voir Piperi.
Pipéri (en grec moderne : Πιπέρι) est une île de l'archipel des Sporades dans la mer Égée en Grèce.
Pipéri mesure environ 4,2 km de long sur 1 km de large. Son altitude maximale est de 324 m. L'île la plus proche est Gioúra, à l'ouest. Pipéri est rattachée administrativement à la municipalité d'Alonnisos.

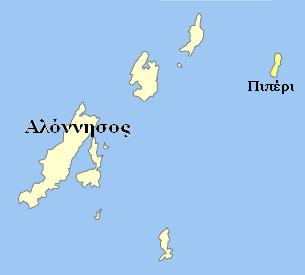
Localisation de Pipéri (Πιπέρι - à l'est de la carte)

L'île est située dans un parc national marin qui compte des espèces rares. Constituant une aire de reproduction du phoque moine, la zone autour de Pipéri est protégée par la convention de Barcelone, son approche est ainsi strictement interdite.